# Amata philippi
Amata philippi är en fjärilsart som beskrevs av Otto Staudinger 1921. Amata philippi ingår i släktet Amata och familjen björnspinnare. Inga underarter finns listade i Catalogue of Life.